# Call Me (Queen + Paul Rodgers)
Call Me is het zevende nummer van het album The Cosmos Rocks, de samenwerking tussen Brian May en Roger Taylor van Queen en Paul Rodgers onder de naam Queen + Paul Rodgers, geschreven door Paul Rodgers. Het nummer is gemaakt in de stijl van Crazy Little Thing Called Love en is alleen als promotiesingle uitgebracht.